# EP (Mogwai-középlemez)
Az EP a Mogwai negyedik középlemeze, amelyet 1999. október 18-án adott ki a Chemikal Underground az Egyesült Királyságban, és 26-án a Matador Records az Amerikai Egyesült Államokban.

## Leírás
A lemezt a glasgow-i CaVa Studiosban vették fel; producere Michael Brennan Jr., a gyártásasszisztensek pedig Kevin Lynch, Tony Doogan és Willie Deans. Az amerikai kiadás címe EP+2, mivel két, a No Education = No Future (Fuck the Curfew) albumról származó dalt tartalmaz; ennek oka, hogy a lemez az USA-ban nem jelent meg. Az eredeti négy dal szerepel a 2000-es EP+6 válogatásalbumon. A két kiadvány borítója megegyezik, Neale Smith East Kilbride-i víztornyot ábrázoló fotója látható rajtuk.
Struart Braithwaite a következőket mondta az EP-ről:
Ezt a négy dalt egy nyári héten vettük fel. A Stanley Kubrick John [Cummings] ötlete volt; ekkor a Warp kiadó remixalbumán dolgoztunk Cowdenbeathben. A végeredményt megfelelőnek találtuk, így megcsináltuk a másik három számot is.

## Számlista
Az összes dal szerzője a Mogwai. 
| 1.    | Stanley Kubrick      | 4:17 |
| 2.    | Christmas Song       | 3:24 |
| 3.    | Burn Girl Prom Queen | 8:31 |
| 4.    | Rage:Man             | 5:03 |
| 21:11 |                      |      |

| 1. | Rollerball                       | 3:45 |
| 2. | Small Children in the Background | 6:49 |

## Közreműködők

### Mogwai
- Stuart Braithwaite – gitár
- Dominic Aitchison – basszusgitár
- Martin Bulloch – dob
- Barry Burns – gitár, billentyűk
- John Cummings – gitár, zongora

### Más zenészek
- Lee Cohen – ének
- The Cowdenbeath Brass Band – fúvós hangszerek

### Gyártás
- Michael Brennan Jr. – producer
- Kevin Lynch, Tony Doogan, Willie Deans – gyártásasszisztensek

## Kiadások
| Ország                    | Dátum             | Kiadó                | Formátum                    | Katalógusazonosító             |
| ------------------------- | ----------------- | -------------------- | --------------------------- | ------------------------------ |
| Egyesült Királyság        | 1999. október 18. | Chemikal Underground | promóciós kislemez, CD, 12″ | PCHEM036CD, CHEM036CD, CHEM036 |
| Amerikai Egyesült Államok | 1999. október 26. | Matador Records      | CD                          | OLE412                         |
| Ausztrália, Új-Zéland     | 1999              | Spunk Records        | CD                          | URA012                         |

## Fordítás
Ez a szócikk részben vagy egészben  az   EP (Mogwai EP) című angol Wikipédia-szócikk ezen változatának fordításán alapul.  Az eredeti cikk szerkesztőit annak laptörténete sorolja fel. Ez a jelzés csupán a megfogalmazás eredetét és a szerzői jogokat jelzi, nem szolgál a cikkben szereplő információk forrásmegjelöléseként.